# Гулдов тукан
Гулдов тукан (лат. Selenidera gouldii) јужноамеричка је врста птице из породице Ramphastidae. Гулдов тукан тукан је првобитно описан као припадник рода Pteroglossus. Живи у југоисточном делу Амазоније и у Бразилу у држави Сеара. Маса ове птице је између 131 и 209 грама.
Име је добио по имену енглеског орнитолога и цртача птица Џон Гулда (1804–1881).